# 金博爾 (明尼蘇達州)
金博爾（英語：Kimball）是一個位於美國明尼蘇達州斯特恩斯縣的城市。

## 歷史
金博爾得名自早期定居者弗萊·金博爾（Frye Kimball）。金博爾的郵局自1887年營運至今。

## 人口
根據2020年美國人口普查的數據，金博爾的面積為3.92平方千米，皆為陸地。當地共有人口799人，而人口密度為每平方千米204人。